# Министерство иностранных и европейских дел Словацкой Республики
Министерство иностранных и европейских дел Словацкой Республики (словац. Ministerstvo zahraničných vecí a európskych záležitostí Slovenskej republiky) — центральный орган государственного управления Словакии по вопросам внешней политики и отношений Словакии с другими государствами и международными организациями.
Министерство было учреждено законом №347/1990 Свода законов и изначально именовалось Министерство международных отношений Словацкой Республики. Согласно закону №453/1992 Свода законов Министерству было дано его нынешнее название. 

## Сфера деятельности Министерства[2]
- защита прав и интересов Словацкой Республики и её граждан за рубежом,
- управление представительствами Словацкой Республики за рубежом,
- связи с органами и представителями иностранных государств как внутри Словакии, так и за её пределами,
- управление и распоряжение собственностью Словацкой Республики за рубежом,
- координация подготовки межгосударственных переговоров, заключение, принятие и исполнение международных договоров,
- надзор за делами Словакии с иностранными организациями, в том числе двусторонними отношениями с отдельными странами,
- представительство Словакии в международных организациях, в том числе ЕС, ООН, НАТО и ОЭСР
- участвует в создании единой национальной внешней политики, осуществляет эту политика и выполняет другие задачи, предусмотренные в уставе, законов и других общеобязательных правовых норм

## Министр иностранных дел
Министерством иностранных дел руководит и несёт ответственность за его деятельность министр иностранных дел, который назначается Президентом Словацкой Республики по ходатайству Председателя Правительства Словацкой Республики.
С 25 октября 2023 года должность министра иностранных и европейских дел Словацкой Республики занимает Юрай Бланар.

## Государственный секретарь Министерства
Государственный секретарь Министерства замещает министра иностранных дел (в рамках его прав и обязанностей) во время его отсутствия. Министр может и в других случаях разрешить госсекретарю представлять себя в рамках своих прав и обязанностей. При представлении министра на заседаниях правительства госсекретарь имеет совещательный голос. Государственного секретаря назначает и освобождает от обязанностей правительство по ходатайству министра иностранных дел. В отдельных случаях правительство может принять решение о том, чтобы в Министерствах действовало два государственных секретаря — это относится и к Министерству иностранных дел. Министр сам решает, в каких вопросах и в каком порядке его будут представлять госсекретари.